# Austrolimnophila (Austrolimnophila) pallidistyla
Austrolimnophila (Austrolimnophila) pallidistyla is een tweevleugelige uit de familie steltmuggen (Limoniidae). De soort komt voor in het Neotropisch gebied.